# Cap de Baladredo
El Cap de Baladredo és una muntanya de 2.015 metres que es troba al municipi de Llavorsí, a la comarca del Pallars Sobirà.